# Roca de les Onze
La Roca de les Onze és un gran roca adossada a la Cinglera Major del Montsant a les envistes del poble de la Morera de Montsant, a la comarca catalana del Priorat. Té adossada una altra roca que forma el Balcó del Priorat al seu cim.